# И

이(И, и)는 키릴 문자의 15번째 글자이다. 전설 비원순 고모음 (/i/)로 읽는 경우가 대부분이며, 근전설 비원순 근고모음 (/ɪ/)으로 소리나는 경우도 있다. 로마자의 N을 뒤집어 놓은 모양이지만 직접적인 관계는 없다.

## 역사
И는 그리스 문자의 Η (에타)에서 파생되어 나온 글자다. 이 때문에 초창기 (13세기 경)의 키릴 문자에서는 'И'가 'H'의 모양을 취한 경우가 많다. 그 당시 'И'는 '이제 (ижє)라고 불렀는데, 영어의 'which'에 해당되는 대명사로도 쓰였다. 또 각 문자마다 숫자의 의미가 부여된 키릴 문자의 특성상, 글자 И는 '여덟'이란 뜻을 담고 있었다.
사실 초창기 키릴 문자에서는 문자 'И' 말고도 그리스 문자의 'Ι' (로타)에서 유래된 'І'도 있었는데, 이 두 문자 사이의 차이점은 사실상 없었고 구분한다 하더라도 그 경우는 드물었다. 그럼에도 키릴 문자 체계에 계속해서 따로 남은 이유는 각각 '여덟'과 '열'이라는 수적 의미가 부여되어 있었기 때문이었다.
오늘날에는 교회 슬라브어에 여전히 둘 다 남아있기는 하지만 발음상의 차이는 없으며, 우크라이나어에서도 실제 발음상의 차이를 강조할 때에만 간혹 사용된다. 그밖의 슬라브어 계통 언어들은 일찍이 19~20세기부터 문자 개편을 거쳐 둘 중 하나를 제하여 사용하고 있다. 예컨대 러시아어, 마케도니아어, 세르비아어, 불가리아어는 'И'만 사용하고, 벨라루스어에서는 'І'만 사용한다.

## 형태
앞서도 밝혔지만 원래 'И'는 그리스 문자의 'Η'와 똑같은 모양을 취했다. 이후 가운데 직선이 왼쪽으로 기울어진 형태로 변화하였고, 그 결과 지금은 Η보다는 N을 뒤집은 모양에 가까워지게 된 것이다. 이 때문에 가짜 키릴 문자를 쓸 때에는 N을 쓸 자리에 이 문자로 대체하여 쓰기도 한다. 하지만 두 문자 중 하나를 뒤집는다고 해서 완전히 일치하는 모양이 되는 것은 아니다. 로마자 폰트를 기준으로 비교해보면 И은 수직획이 굵고 네 구석의 삐침이 확연히 처리되어 있지만, N은 대각획이 더 굵고 왼쪽 아래에는 삐침을 두지 않는 경우가 많다.
일반 서체나 고딕체로 소문자 и을 쓰면 작아진 크기를 제외하고는 대문자 И과 거의 다를 바가 없다. 하지만 이탤릭체 (기울임체)와 필기체에서는 소문자 и이 'и'처럼 쓰기 때문에 대문자보다는 로마자 u에 가까운 모양이다.

## 쓰임새

### 러시아어
1930년대부터 러시아어 철자법에서 и는 열번째 알파벳으로 자리하게 되었으며, 그 발음은 일부 자음 뒤에 오는 경우 (후술)를 제외하고는 /i/로 발음하는 게 보통이다. 앞의 자음을 연음화시켜주는 역할을 하며, ы (/ɨ/) 발음보다 조금 가벼운 모음이라는 인식이 있다. 다만 ё, ю, я 등과는 달리 и은 혼자서 반모음 소리를 내지는 못한다. 한편 1783년 ё (요)가 등장하기 전까지는 해당 발음을 표기하는 데 있어 'ио'로 묶어 쓰기도 하였다. 때문에 오늘날에도 외래어 등에서 나타나는 '요' 발음을 키릴문자로 옮길 때 'ё'를 쓰는 건지, 아니면 'ио'로 쓰는 건지에 대한 혼동이 있는 편이다.
/i/라 발음하지 못할 때도 있는데, 자음인 'ж' (줴), 'ш' (쉐), 'ц' (쩨) 바로 뒤에 붙을 경우에는 /i/가 아닌 /ɨ/ 소리가 되어 마치 ы가 붙은 것처럼 들린다 (жи → жы /ʐɨ/, ши → шы /ʂɨ/. ци → цы /t͡sɨ/). 그 이유는 러시아어에서 이 세 자음 뒤에 /i/ 발음이 오는 경우 또렷하게 발음하지 못하는 경향이 있기 때문이다.

### 그 외
벨라루스어에서는 и를 전혀 쓰지 않고 /i/를 표기할 땐 'І'를 대신 사용한다. 벨라루스어와 우크라이나어에서 주로 쓰기 때문에 '벨라루스-우크라이나식 I'라고도 부른다. 우크라이나어에서는 11번째 알파벳이며 낱소리인 /ɪ/ 소리에 해당된다. 우크라이나어의 и를 다른 슬라브어의 키릴문자로 옮길 때에는 'и'와 'ы' 중 하나로 옮겨지는데 이는 공통 음역법이 전무한 탓이다. 다른 언어 화자들은 우크라이나어의 /ɪ/ 발음을 /i/나 /ɨ/로 받아들이며, 심지어는 /e/ (한국어의 'ㅔ') 소리로 받아들이기도 한다 (참고로 우크라이나어의 /i/ 발음은 і로 표기하며 엄연히 다른 글자로 취급한다). 이는 벨라루스어에서도 마찬가지다.
세르비아어에서 и는 10번째 알파벳이며, /i/ 소리에 해당된다. 세르비아어 로마자 표기법에서도 이 문자는 'i'로 옮겨진다. 마케도니아어에서는 11번째 알파벳이며 역시 /i/ 소리로 발음한다.
카자흐어에서는 고유어에서만 И를 쓰고 외래어일 경우에는 Ï (점이 두개인 i)를 사용한다. 투바어에서는 이중모음으로 쓸 수 있다.

## 컴퓨팅 코드
| 미리 보기       | И                         | И                         | и                       | и                       |
| --------------- | ------------------------- | ------------------------- | ----------------------- | ----------------------- |
| 유니코드 이름   | CYRILLIC CAPITAL LETTER I | CYRILLIC CAPITAL LETTER I | CYRILLIC SMALL LETTER I | CYRILLIC SMALL LETTER I |
| 인코딩          | 10진                      | 16진                      | 10진                    | 16진                    |
| 유니코드        | 1048                      | U+0418                    | 1080                    | U+0438                  |
| UTF-8           | 208 152                   | D0 98                     | 208 184                 | D0 B8                   |
| 수치 문자 참조  | &#1048;                   | &#x418;                   | &#1080;                 | &#x438;                 |
| KOI8-R, KOI8-U  | 233                       | E9                        | 201                     | C9                      |
| 코드 페이지 855 | 184                       | B8                        | 183                     | B7                      |
| 코드 페이지 866 | 136                       | 88                        | 168                     | A8                      |
| 윈도우 1251     | 200                       | C8                        | 232                     | E8                      |
| ISO-8859-5      | 184                       | B8                        | 216                     | D8                      |
| 매킨토시 키릴   | 136                       | 88                        | 232                     | E8                      |

## 같이 보기
- I (라틴 문자)
- Η (그리스 문자)
- Й
- Ӣ
- И̂
- Ѝ